# Wide Field and Planetary Camera 2
La Wide Field and Planetary Camera 2 (WFPC2) è una fotocamera che era installata sul telescopio spaziale Hubble.
La fotocamera era stata costruita dal Jet Propulsion Laboratory (JPL) e aveva le dimensioni di un piccolo pianoforte a coda, con una lunghezza di circa 1,5 metri. Venne installata nel dicembre 1993 dalla missione di servizio STS-61 in sostituzione della originaria Wide Field and Planetary Camera (WFPL) che era affetta da un problema di aberrazione nelle ottiche dello specchio principale.
La WFPC2 fu utilizzata per riprendere Hubble Deep Field nel 1995, la Nebulosa Clessidra e la Nebulosa Uovo nel 1996, e Hubble Deep Field South nel 1998.
Il 14 maggio 2009, nel corso della prima attività extra veicolare della missione di servizio STS-125, la WFPC2 fu rimossa e sostituita dalla Wide Field Camera 3. Dopo il rientro a Terra, la fotocamera fu esposta per un breve periodo al National Air and Space Museum e al Jet Propulsion Laboratory, prima di essere inviata alla sua sede definitiva presso il National Air and Space Museum.

## Progetto

Efficienza quantica dei CCD in uso nella WFPC2.

La WFPC2 era stata costruita dal Jet Propulsion Laboratory della NASA, che aveva già costruito in precedenza anche la WFPC che faceva parte della dotazione tecnologica originaria di Hubble al momento del suo lancio nel 1990. La WFPC2 era dotata di ottiche correttive per risolvere i problemi di aberrazione sferica presenti nello specchio primario della prima fotocamera.
I charge-coupled device (CCDs) della WFPC2 (progettati dal JPL e costruiti da Loral) erano in grado di rilevare la radiazione elettromagnetica nell'intervallo tra 120 e 1000 nanometri. Questo intervallo permetteva di eseguire osservazioni nel visibile (tra 380 e 780 nm), nel vicino ultravioletto e anche nel vicino infrarosso. La sensibilità dei CCD aveva una distribuzione regolare con un picco attorno a 700 nm, e un leggero calo a entrambi gli estremi del range operativo.
La WFPC2 era dotata di quattro rilevatori CCD, ognuno con una sensibilità di 800x800 pixel. Tre di questi erano disposti a L e comprendevano la Wide Field Camera (WFC) del telescopio spaziale. Adiacente a questa era la Planetary Camera (PC), con il quarto CCD e un'ottica differente progettata per osservazioni ad alta risoluzione su un campo di vista più ristretto. Le riprese ottenute dalla WFC e dalla PC sono in genere combinate assieme per produrre le tipiche immagini della WFPC2. Quando queste riprese vengono rilasciate come file JPEG, la porzione PC dell'immagine è mostrata con la stessa risoluzione della porzione WFC, mentre agli astronomi e per gli usi scientifici viene rilasciata la versione originale che presenta un maggior dettaglio per la PC.

## Immagini ottenute dalla WFPC2

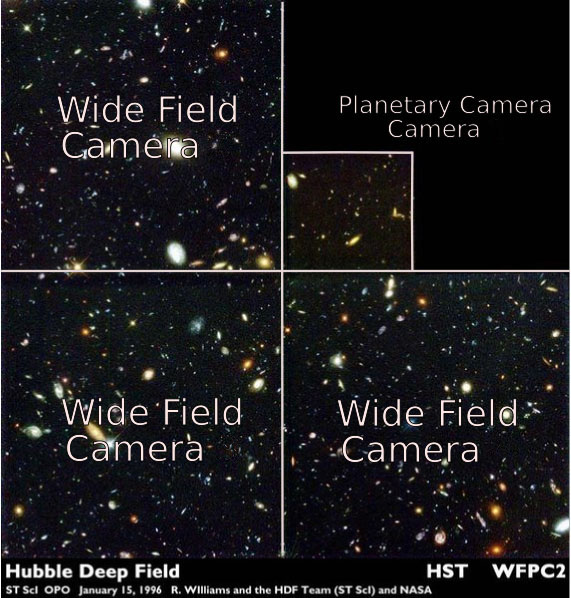
Hubble Deep Field del Telescopio spaziale Hubble con la caratteristica disposizione delle immagini della WFPC2
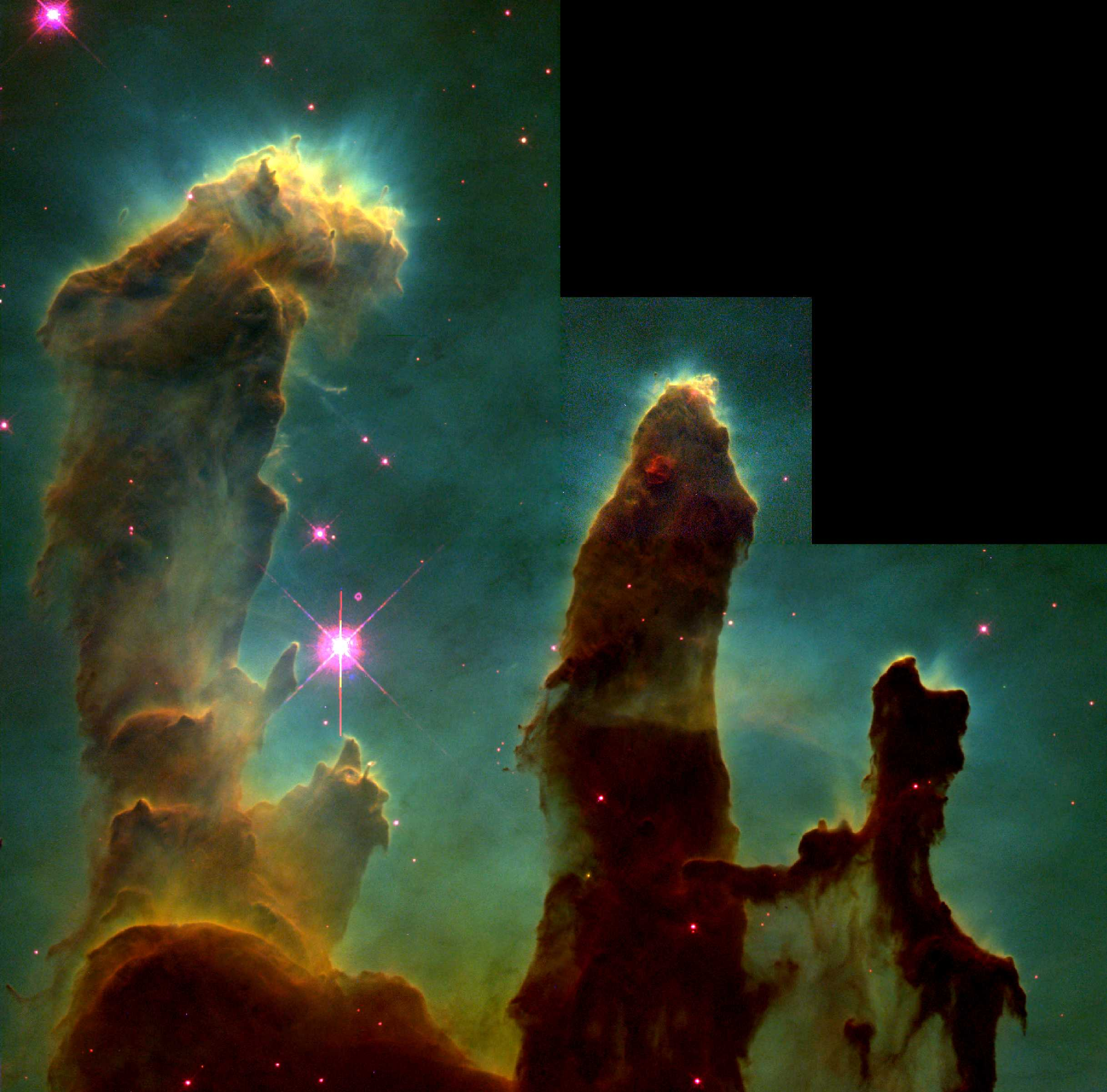
I celebri Pilastri della Creazione nella Nebulosa Aquila
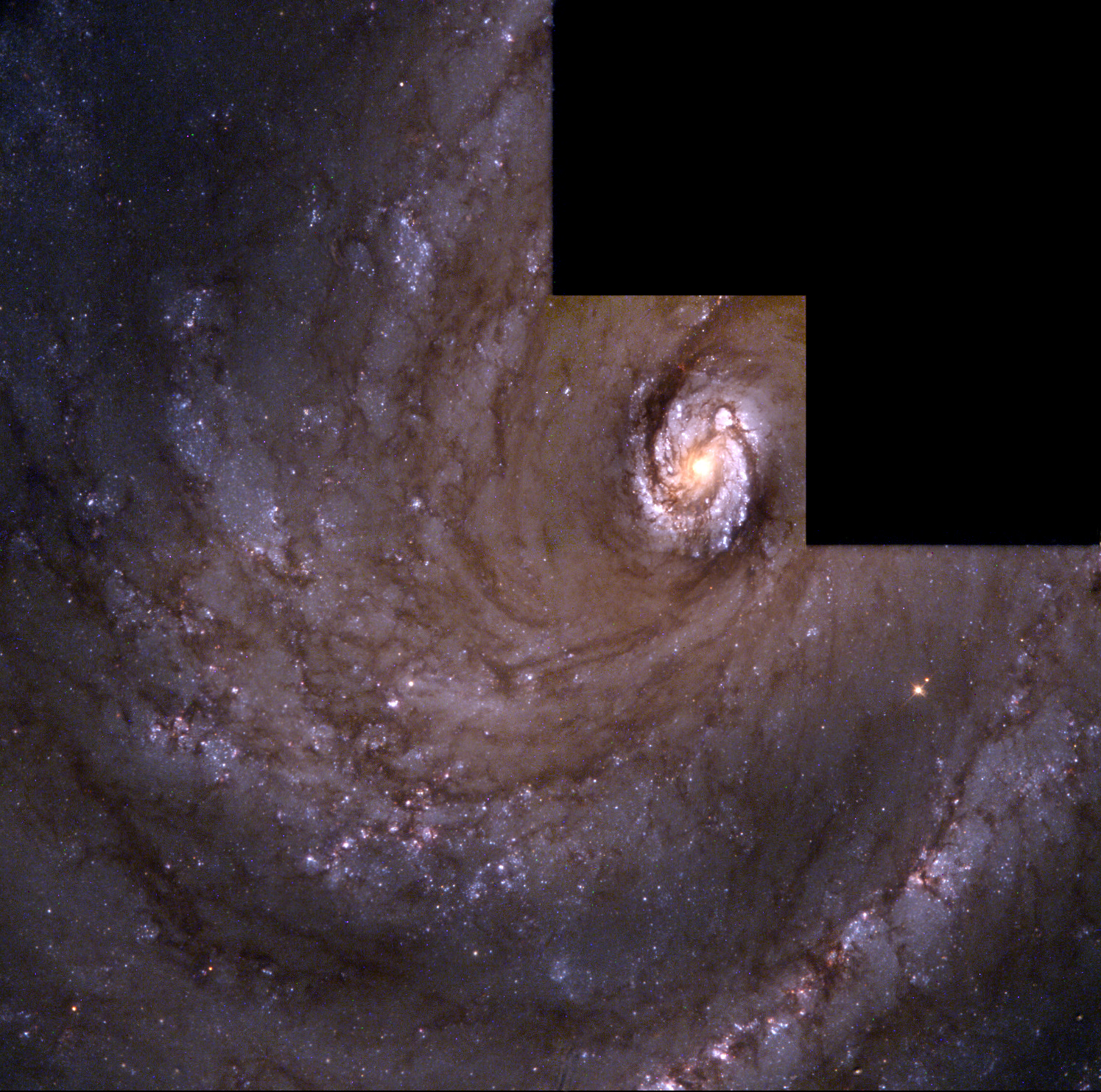
La nebulosa M100 (NGC 4321) ripresa nel 1994
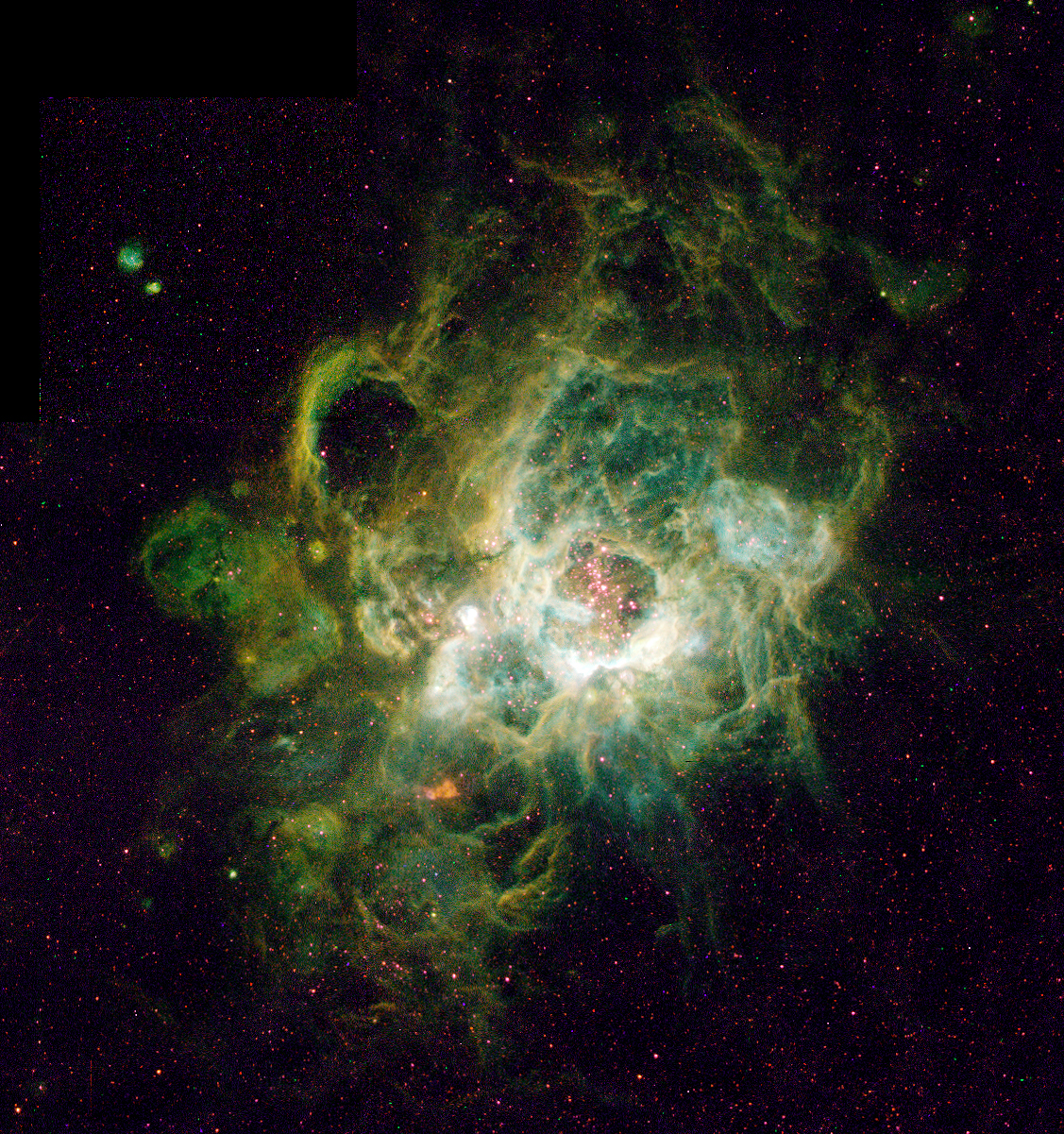
NGC 604 nella Galassia del Triangolo
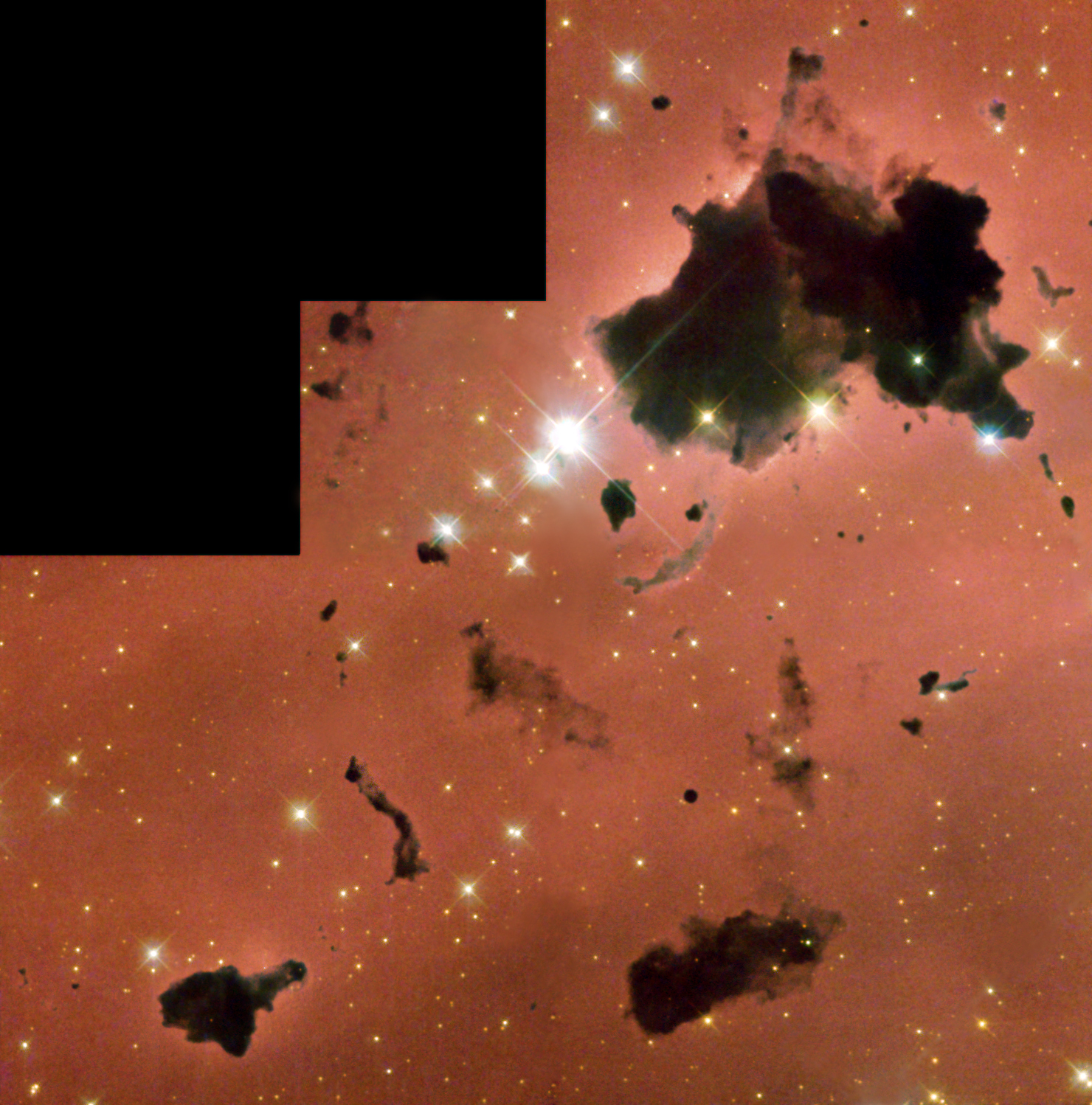
Globuli di Bok
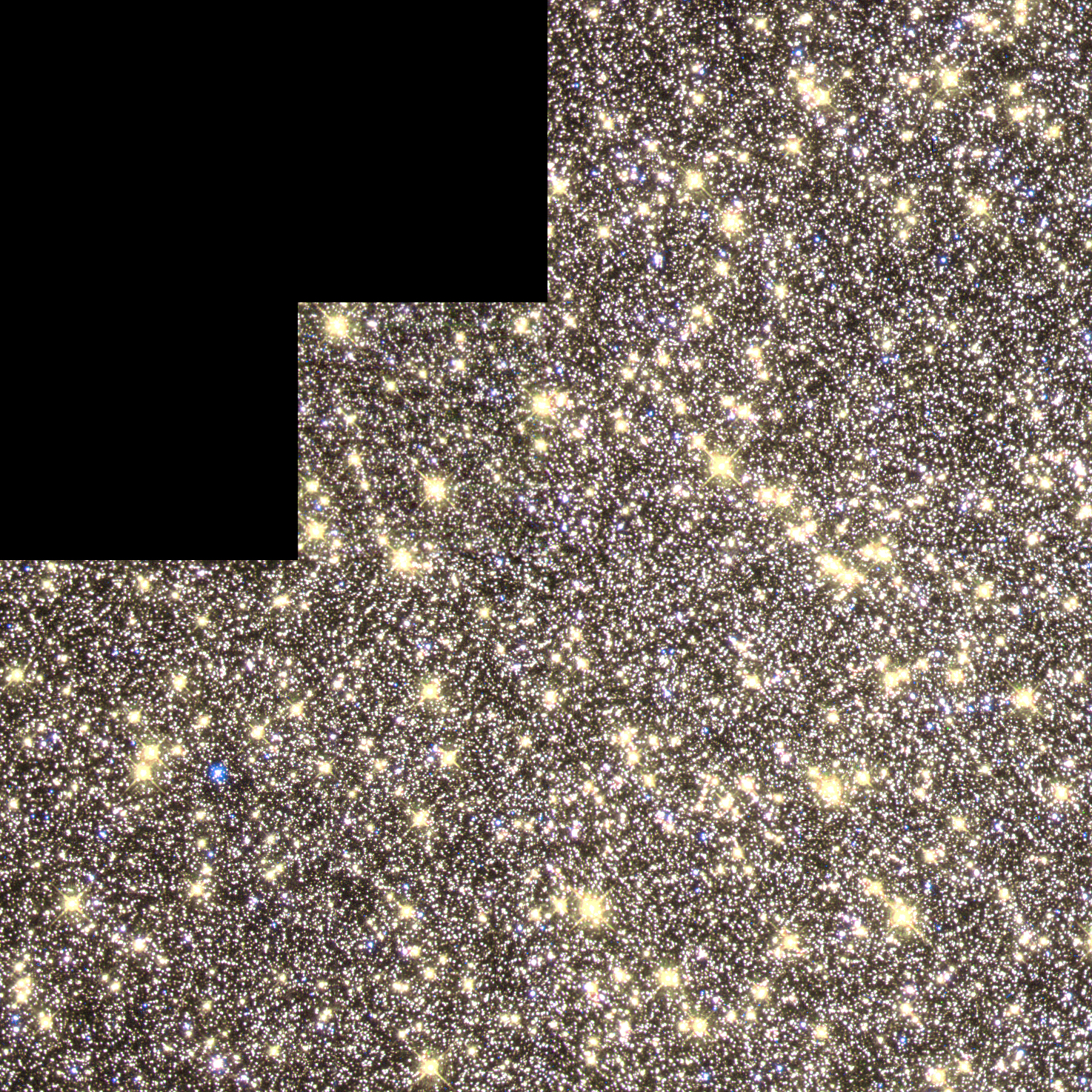
Vista parziale dell'ammasso globulare di Omega Centauri
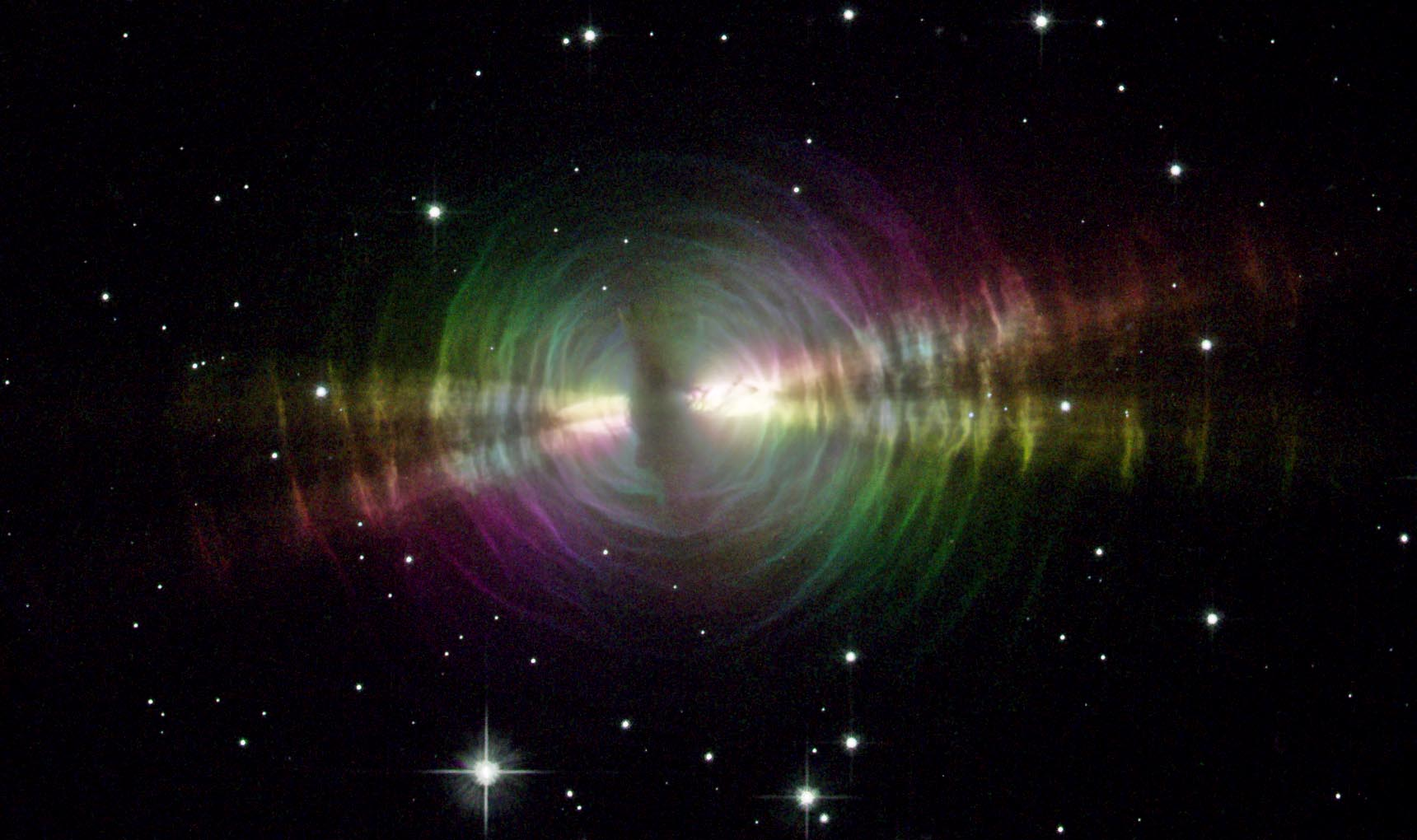
La Nebulosa Uovo